# Jeremy Karikari
Jeremy Opoku-Karikari (* 23. Juli 1987 in Hamburg) ist ein deutsch-ghanaischer Fußballspieler.

## Karriere
Der gebürtige Hamburger mit ghanaischen Wurzeln spielte in der Jugend für Concordia Hamburg, den Eimsbütteler TV, den Hamburger SV und den FC St. Pauli. Nach ersten Einsätzen in der Reservemannschaft der Kiez-Kicker gab Karikari am 11. November 2007 sein Profidebüt in der 2. Bundesliga für St. Pauli gegen den FC Augsburg.
Im Januar 2008 wechselte er zur zweiten Mannschaft des VfB Stuttgart. Er erhielt einen bis Ende Juni 2010 datierten Vertrag. Nach 42 Einsätzen in der 3. Liga wechselte der Defensiv-Allrounder im Februar 2010 zum SSV Jahn Regensburg, wo er sich aber bereits nach seinem ersten Spiel einen Innenbandabriss zuzog und in der folgenden Saison lange Zeit wegen eines Risses des Außen- und des Syndesmosebandes pausieren musste. Nach nur einem Jahr beim SSV Jahn wechselte Karikari im Januar 2011 zu Eintracht Trier in die Regionalliga West.
In der Saison 2012/13 spielte er für RB Leipzig in der Regionalliga Nordost. Am 13. Mai 2013 wurde er wegen Fehlverhalten in der Öffentlichkeit mit sofortiger Wirkung freigestellt und schlussendlich fristlos gekündigt. Am 29. August 2013 unterschrieb er einen Einjahresvertrag beim Drittligisten VfL Osnabrück.
Zur Saison 2014/15 erhielt Karikari keinen neuen Vertrag in Osnabrück und wechselte zum Regionalligisten SV Elversberg, der ihn bis 2016 verpflichtete. Ab Februar 2016 spielte er für Eintracht Norderstedt in der Regionalliga Nord. Im April 2017 wurde bekannt, dass er sich zur neuen Spielzeit dem Oberligisten TuS Dassendorf anschließt. Seit Januar 2019 steht er nun beim Kreisligisten SV Hellern, einem Stadtteilverein aus Osnabrück, unter Vertrag.

## Sonstiges
Seit 2013 engagiert sich Jeremy Karikari bei Show Racism the Red Card – Deutschland e. V. Im März beteiligte er sich bei einem Workshop der Bildungsinitiative und berichtete den Schülern und Schülerinnen über seine eigenen Erfahrungen mit Rassismus und Diskriminierung. Demgegenüber stehen allerdings mutmaßliche homophobe Äußerungen Karikaris von Anfang 2014, die er nach dem Coming-out von Ex-Nationalspieler Thomas Hitzlsperger auf seiner Facebook-Profilseite gepostet haben soll.